# جون سامرز
جون سامرز (بالإنجليزية: John Summers)‏ هو متزلج فني أمريكي، ولد في 4 أبريل 1957 في بركة بيت حسدا في إسرائيل.

## وصلات خارجية
- جون سامرز على موقع أوليمبيديا (الإنجليزية)